# Maria José de Queiroz
Maria José de Queiroz (Belo Horizonte, 29 de maio de 1934 – Lagoa Santa, 15 de novembro de 2023) foi uma professora universitária e escritora brasileira.

## Biografia
Aos 26 anos, tornou-se a mais jovem professora catedrática do país e, por concurso, sucedeu o professor Eduardo Frieiro na Faculdade de Letras da Universidade Federal de Minas Gerais, onde lecionou Literatura Hispano-Americana. Doutorou-se em Letras Neolatinas pela mesma instituição.
Possui uma longa e importante carreira como Visiting Professor em universidades da Europa e dos Estados Unidos: Sorbonne, Lille, Bordeaux, Aix-en-Provence, Bonn, Colônia, Indiana, Harvard e Berkeley.

Em 1953, começou a colaborar em jornais de Minas Gerais e escreve para mais de uma dúzia de periódicos, inclusive o francês Le Monde. Em 1961, publicou o primeiro de seus onze ensaios sobre literatura e, em 1973 estreou como ficcionista. É Membro da Academia Mineira de Letras [Cadeira 40, Patrono: Visconde de Caeté (1766-1838)]. Em 2019, A Academia Mineira de Letras faz homenagem aos 50 anos de Maria José de Queiroz como acadêmica:
"A escritora e acadêmica Maria José de Queiroz, ocupante da cadeira de n° 40, completa cinco décadas na Academia Mineira de Letras e recebeu homenagem especial. Para a ocasião, que aconteceu no dia 20 de novembro de 2019, às 20h, pesquisadores da obra da escritora se reuniram na mesa “Maria José de Queiroz – 50 anos na Academia Mineira de Letras”, que conta com abertura do presidente da instituição, Rogério Tavares, e saudação do escritor e acadêmico, ex-aluno da homenageada, ocupante da cadeira nº 3, Angelo Oswaldo. O romance Terra incógnita foi lançado no evento, assim como a edição revista atualizada do livro de ensaios A literatura encarcerada, ambos pela Caravana Grupo Editorial, de Belo Horizonte."
Faleceu em 15 de novembro de 2023, um dia antes de seu colega da AML, Olavo Romano.

## Obras
Sua última obra, Terra incógnita, foi lançado pela Caravana Grupo Editorial, de Belo Horizonte. A história é ambientada no porto do Rio de Janeiro, onde um grande cargueiro aguarda ordem para levantar âncora e tomar o destino da Europa. A bordo, índios, negros e brancos acabam de carregá-lo com toneladas de pau-brasil, além de arcas de ouro das Minas Gerais. Um menino, fugindo de aulas enfadonhas e dos maus tratos do pai, sobe a bordo sem ser notado. Clandestino, ele se esgueira por um corredor escuro, úmido e malcheiroso. Assim começam as aventuras de Damião. Ao sabor de mil e uma peripécias e façanhas que só quem viaja, no livro e na fantasia, pode viver, ele irá inventar tantas histórias quantas as mil e uma noites podem proporcionar.
O livro A literatura encarcerada, lançado em primeira edição em 1980, ganhou, em 2019, pela Caravana Grupo Editorial, de Belo Horizonte, versão revista e atualizada. Seu conteúdo oferece ao leitor um dramático balanço da literatura do cárcere. Nesse sentido, uma reflexão importante pode ser dele vislumbrada: os corpos podem ser privados da liberdade de ir e vir, mas o espírito não. As memórias, manifestos, cartas, denúncias imortalizadas em documentos que os intelectuais detidos produziram são examinados pela escritora e conduzem a uma ética da insubmissão e demonstram, por mais abomináveis que tenham sido as circunstâncias enfrentadas, a verdade fundamental do “Penso, logo existo”, ou de suas variantes, “Penso, logo resisto”, ou “Penso, logo sobrevivo”.

### Ensaio
- A poesia de Juana de Ibarbourou. Belo Horizonte: Imprensa da UFMG, 1961. 226p. (Prêmio Silvio Romero, de Ensaio, da Academia Brasileira de Letras, 1963).
- Indianismo ao indigenismo nas letras hispano-americanas. Belo Horizonte: Imprensa da UFMG, 1962. 240p. (Prêmio Othon Lynch Bezerra de Mello, de Ensaio, da Academia Mineira de Letras, 1963; Prêmio Pandiá Calógeras, de Erudição, da Secretaria do Estado de Minas Gerais, 1963).
- Cesar Vallejo: ser e existência. Coimbra: Atlântida, 1971. 210p.
- Presença da literatura hispano-americana. Belo Horizonte: Imprensa da UFMG, 1971. 254p.
- A literatura encarcerada. Rio de Janeiro: Civilização Brasileira, 1981. 164p.
- A literatura encarcerada. 2a. ed. Belo Horizonte: Caravana Grupo Editorial, 2019. 220p.
- A comida e a cozinha: iniciação à arte de comer. Rio de Janeiro: Forense, 1988. 298p.
- A literatura alucinada: do êxtase das drogas à vertigem da loucura. Rio de Janeiro: Atheneu Cultura, 1990. 166p.
- A América: a nossa e as outras. 500 anos de ficção e realidade (1492-1992). Rio de Janeiro: Agir, 1992. 164p.
- A literatura e o gozo Impuro da comida. Rio de Janeiro: Topbooks, 1994. 390p.
- Refrações no tempo: tempo histórico, tempo literário. Rio de Janeiro: Topbooks, 1996. 212p.
- A América sem nome. Rio de Janeiro: Agir, 1997. 194p.
- Os males da ausência ou A literatura do exílio. Rio de Janeiro: Topbooks, 1998. 714p. (Prêmio Jabuti, de Ensaio, Câmara Brasileira do Livro, 1999).
- Em nome da pobreza. Rio de Janeiro: Topbooks, 2006. 269p.

### Conto
- Como me contaram... fábulas historiais. Belo Horizonte: Imprensa / Publicações, 1973.
- Amor cruel, amor vingador. Rio de Janeiro: Record, 1996.
- Amor cruel, amor vingador. 2a. ed. Belo Horizonte: Caravana Grupo Editorial, 2021.
- Como me contaram... fábulas historiais (volume 1 e 2). Belo Horizonte: Caravana Grupo Editorial, 2024.

### Literatura infantojuvenil
- Operação Strangelov: a ecologia e o domínio do mundo. Belo Horizonte: Vigília, 1987.
- O chapéu encantado. Belo Horizonte: Lê, 1992.
- O chapéu encantado. 2.ed. Belo Horizonte: Ave, 2022.

### Memória
- O livro de minha mãe. Rio de Janeiro: Topbooks, 2014.

### Poesia
- Exercício de levitação. Coimbra: Atlântida, 1971.
- Exercício de gravitação. Coimbra: Atlântida, 1972.
- Exercício de fiandeira. Coimbra: Coimbra, 1974.
- Resgate do real, amor e morte. Coimbra: Coimbra, 1978.
- Para que serve um arco-íris? Belo Horizonte: Imprensa da UFMG, 1982.
- Desde longe. Rio de Janeiro: Gramma, 2016.
- Desde longe. 2a. ed. Belo Horizonte: Caravana Grupo Editorial, 2020.

### Romance
- Ano novo, vida nova. Rio de Janeiro: Civilização Brasileira, 1978. (Prêmio Luísa Cláudio de Souza, de Romance, PEN Clube do Brasil, 1979).
- Invenção a duas vozes. Rio de Janeiro: Civilização Brasileira, 1978.
- Homem de sete partidas. Rio de Janeiro: Civilização Brasileira, 1980.
- Joaquina, Filha do Tiradentes. São Paulo: Marco Zero, 1987. (Inspiração para a novela da Rede Globo de Televisão "Liberdade, Liberdade", que estreou dia 11 de abril de 2016).
- Sobre os rios que vão. Rio de Janeiro: Atheneu Cultura, 1990.
- Joaquina, filha do Tiradentes. São Paulo: Círculo do Livro, 1992.
- Joaquina, filha do Tiradentes. Rio de Janeiro: Topbooks, 1997. (Versão Integral com posfácio da autora).
- Homem de sete partidas. 2ª. ed. Rio de Janeiro: Record. 1999.
- Vladslav Ostrov: príncipe do Juruena. Rio de Janeiro: Record, 1999.
- Joaquina, filha do Tiradentes. Rio de Janeiro: Topbooks, 2017. (e-book, versão Integral com posfácio da autora).
- Terra incógnita. Belo Horizonte: Caravana Grupo Editorial, 2019.